# Ю Іль Хо
Ю Іль Хо (кор. 유일호, 柳一鎬, Yu Il-ho, Yu Ilho; нар. 30 березня 1955) — корейський політик, міністр стратегії та фінансів, виконував обов'язки прем'єр-міністр Республіки Корея у травні 2017 року.

## Кар'єра
Здобував освіту в Сеульському національному університеті та Пенсильванському університеті. Політичну кар'єру розпочав 2008 року, тоді ж був обраний до лав парламенту. У грудні 2012 року щойно обрана президент Пак Кин Хє запропонувала йому очолити Секретаріат глави держави. Ту посаду Ю обіймав до березня наступного року. Від травня 2013 до січня 2014 року був прес-секретарем прес-служби політичної партії Сенурі.
У березні-листопаді 2015 року очолював міністерство транспорту в уряді Хван Кьо Ана. Після того отримав пост віцепрем'єра та міністра фінансів. Коли у травні 2017 року голова уряду подав у відставку, Ю Іль Хо тимчасово очолив Уряд Республіки Корея.